# Močiljska špilja
Močiljska špilja je najduži speleološki objekt Dubrovačkog primorja. Nalazi se kod sela Pobrežje, oko 200 m zapadno od ceste za Osojnik, na jugoistočnoj padini Močiljskog (Sominog) brda iznad Mokošice u Rijeci Dubrovačkoj. Ulaz u špilju se nalazi nadmorskoj visini od 398 m, oko 140 metara u pravcu jugoistoka od vrha Močiljskog brda, po kojem je i dobila ime. No samo odredište nije lako naći jer nema oznaka ili smjerokaza koji bi posjetitelje lakše doveli do samog ulaza koji je maskiran velikom smokvom i zaštićen željeznim rešetkama. Inače, ovaj položaj u neposrednoj blizini Dubrovnika omogućava lagan i pristupačan prilaz. S ulaza u špilju pruža se prekrasan pogled na Dubrovnik, Rijeku Dubrovačku i dio Elafitskog otočja.

## Opis špilje
Močiljska je špilja relativno jednostavne građe, sastoji se od jednog glavnog koso položenog hodnika, dužine preko 600 m koji se spušta od ulaza prema kraju špilje do dubine od 138 m, i desetak sporednih, ukupne dužine 938 m, što je čini najdužom špiljom dubrovačkog područja. Prednji dio špilje je suh s nešto manje spiljskih ukrasa dok su ostali dijelovi bogatiji stalaktitima i stalagmitima. Ulaz je širok oko 5 m i orijentiran je u pravcu jugozapada. Spušta se u pravcu jugoistoka, a ni širina ni visina hodnika se ne spušta ispod 4 metra. Nakon 60 m dolazi se do raskrižja; sporedni hodnik dužine oko 100 m vodi desno, a glavni skreće ulijevo i tako nastavlja do kraja. Dalje u unutrašnjosti, na oko 200 m od ulaza, nalaze se dva mala jezerca. Tu skupinu sigastih skulptura s podzemnim jezercem nazva se Kapela Sv. Vlaha, iza koje su naknadno napravljene kamene stepenice. Pred kraj špilje u pravcu sjeverozapada odvaja se posljednji oko 50 m dugačak odvojak kojim se spušta u trenutno najdublji dio špilje, malu i vrlo akustičnu dvoranicu, od kojeg je vjerojatno prolaz dalje danas u potpunosti zasigan. Završetak glavnog kanala ispunjen je čudesnim igličastim aragonitima. Karakteristično je da u ovoj pećini ne postoje neka veća podzemna proširenja u obliku špiljskih dvorana, što je i logično kada se ima u vidu da je ona formirana uzduž tektonskih pukotina u gornjokrednim dolomitima, vrlo čvrstoj i slabije topljivoj stijeni. Temperatura zraka je stabilna i iznosi između 12 – 14°C.

## Prirodne i povijesne zanimljivosti
Močiljska je špilja izuzetno bogato nalazište prirodnih i kulturnih povijesnih ostataka. Nije poznato kada je otkrivena, iako se kao godina otkrića špilje za stručnu javnost navodi 1919. godina. Prvi sigurni podaci datiraju od 1. kolovoza 1918., kada je u špilji faunu sakupljao češki biospeleolog Karel Absolon. Dvadesetih, pedesetih i šezdesetih godina prošlog stoljeća špilju su posjećivali i istraživali brojni biospeleolozi iz Hrvatske i inozemstva. Prvi su istraživači u crvenkastoj ilovači bočnih odvojaka, na oko 50 m od ulaza, otkrili ostatke spiljskog medvjeda (lat. Ursus spelaeus) i alpskog svisca (lat. Marmota marmota), tipičnih predstavnika tzv. gornjowürmske faune, što je utvrdio naš paleontolog Mirko Malez. Würm je geološko razdoblje kasnog pleistocena, koje je počelo prije oko 70.000 godina, a završilo prije oko 10.000 godina. Zbog velike oledbe, koja je alpsku klimu potisnula nešto južnije, stanište brojnih alpskih životinja se također proširilo prema našim krajevima, tako da je, za sada, ova špilja najjužnije nalazište alpskog svisca na području Europe. Danas izumrli špiljski medvjed koristio je špilju kao brlog u razdoblju posljednjeg ledenog doba.
Za ovu je špilju do sada utvrđeno pedesetak organizama, među kojima se ističu tri svojte kojima ona predstavlja tipsko nalazište: jednakonožni račić dalmatinska slijepa vodenbabura (lat. Proasellus anopthalmus dalmatinus), dubrovački špiljski baldehinski pauk (lat. Troglohyphantes affinis) i močiljski skokun (lat. Heteromurus media), te stanište zanimljivog troglobiontskog puža (lat. Pholeoteras euthrix). Premda su u špilji utvrđene brojne vrste pauka, lažištipavaca, kornjaša, ekološko – faunistička istraživanja se i dalje nastavljaju. Najnovijim ekološkim istraživanjima, uz već poznate, utvrđene su i nove svojte za faunu špilje, pa čak i nove za znanost. U špilji je zabilježeno pet vrsta šišmiša, među kojima i vrlo rijetki Meheljev potkovnjak (lst. Rhinolophus mehely).
Ova je pećina značajna i u prethistorijskom pogledu, jer su u njoj, naročito u desnom bočnom povratnom kraku špilje zvanom Grobište, blizu samog ulaza otkriveni brojni dijelovi ljudskih kostura, ostaci keramike i drugi nalazi iz željeznog doba. Pretpostavlja se da je u Močiljskoj špilji postojala nekropola, drevno ilirsko groblje iz toga razdoblja. Ova je kultura gradina trajala otprilike između 11. i 5. stoljeća prije Krista i ostavila je traga i u velikim kamenim gomilama razbacanim po vidljivim mjestima Dubrovačkog primorja i Hercegovine. Najstariji nađeni komadi keramike potječu iz mlađeg kamenog doba (neolitika), a otkrili su ih Miho Kusijanović i njegov sin Branimir, 1919. godine.
Zbog svojih geomofroloških, paleontoloških i arheoloških vrijednosti od 18. ožujka 1963. godine zaštićena je kao geomorfološki spomenik prirode.

## Istraživanja
Dne 27. ožujka 2004. je započelo ekološko istraživanje Močiljske špilje u sklopu projekta "Ekološka istraživanja špilja i jama na području Grada Dubrovnika", kojeg provodi Hrvatsko biospeleološko društvo. Prvi dio terenskog rada je obavljen.

## Vanjske poveznice
- Započelo istraživanje Močiljske špilje
- Primož Jakopin - fotogalerija Močiljske špilje
- Prirodna baština i kulturna dobra  Arhivirana inačica izvorne stranice od 11. prosinca 2009. (Wayback Machine)
- Hrvatski speleološki poslužitelj  Arhivirana inačica izvorne stranice od 13. prosinca 2009. (Wayback Machine)